# Rybnik

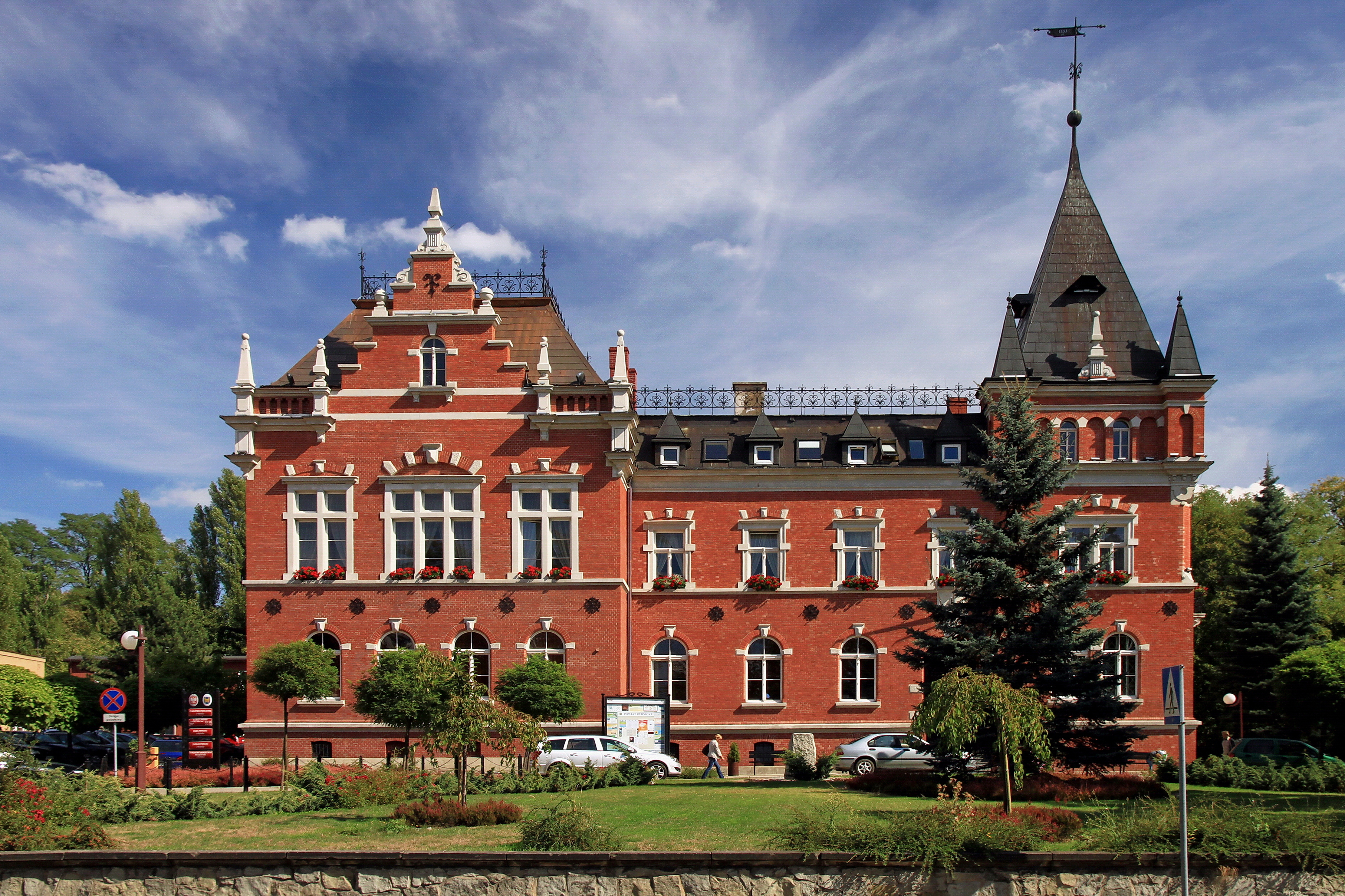
Budova okresního hejtmanství

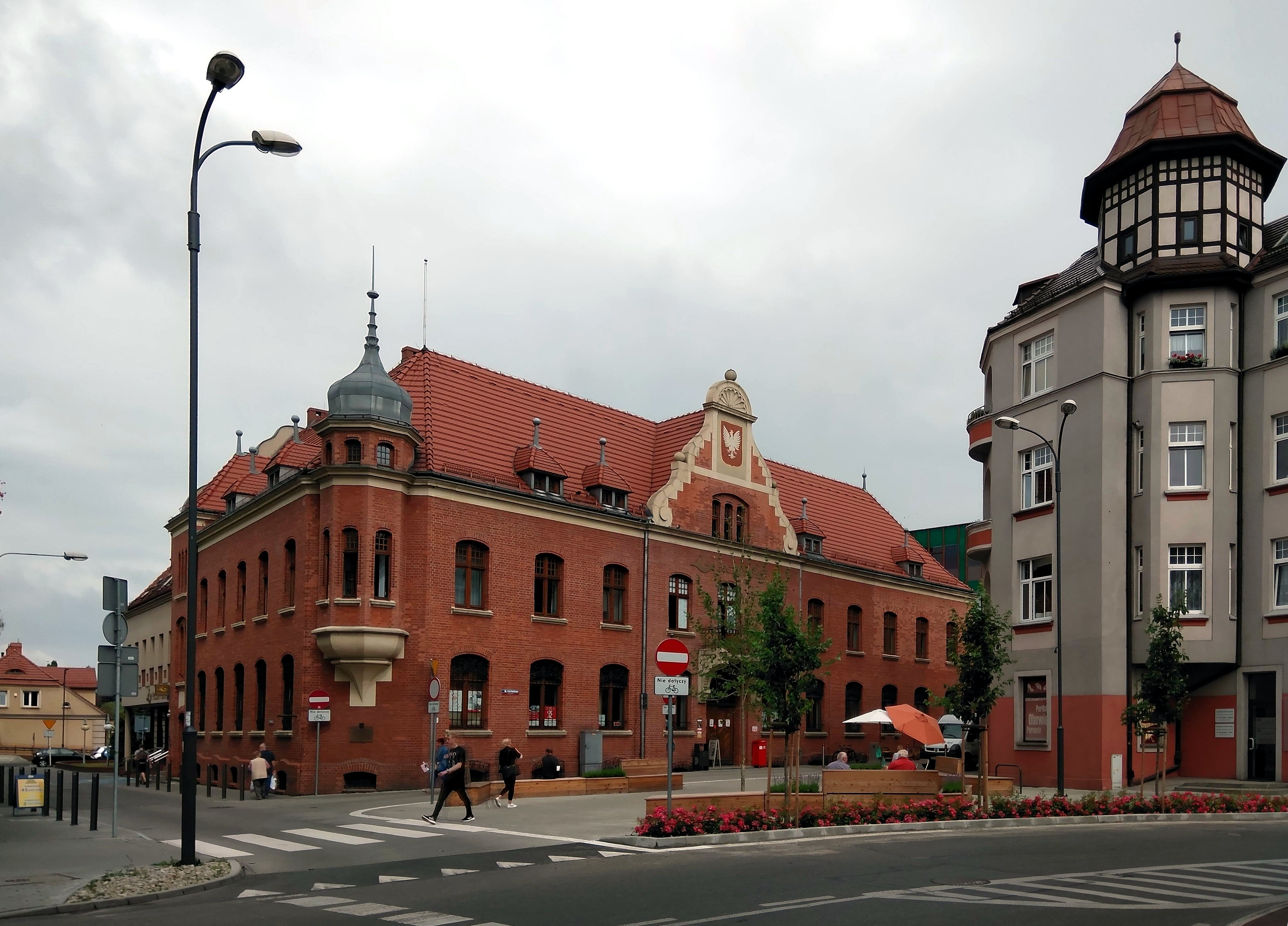
Hlavní pošta

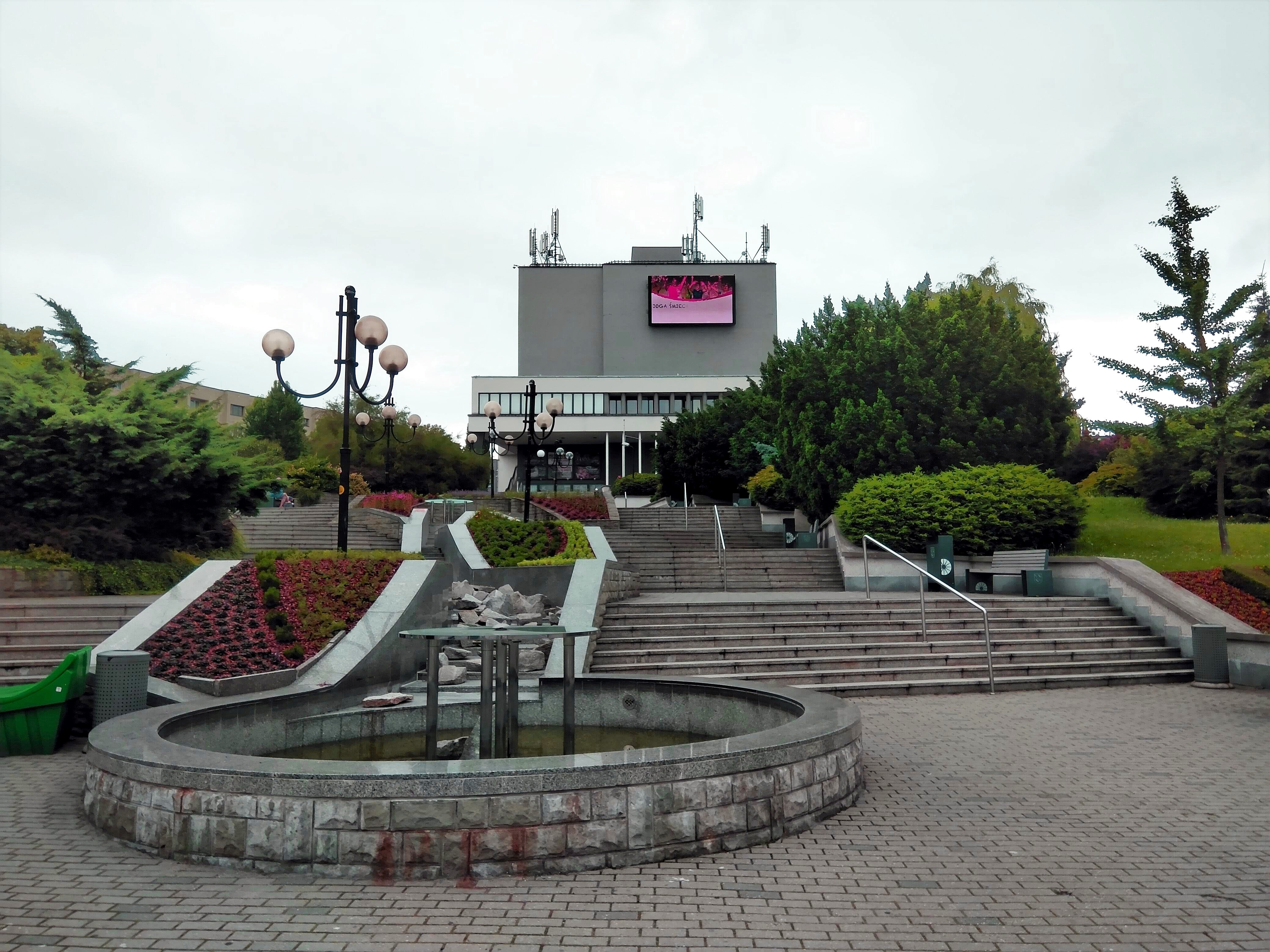
Rybnické divadlo

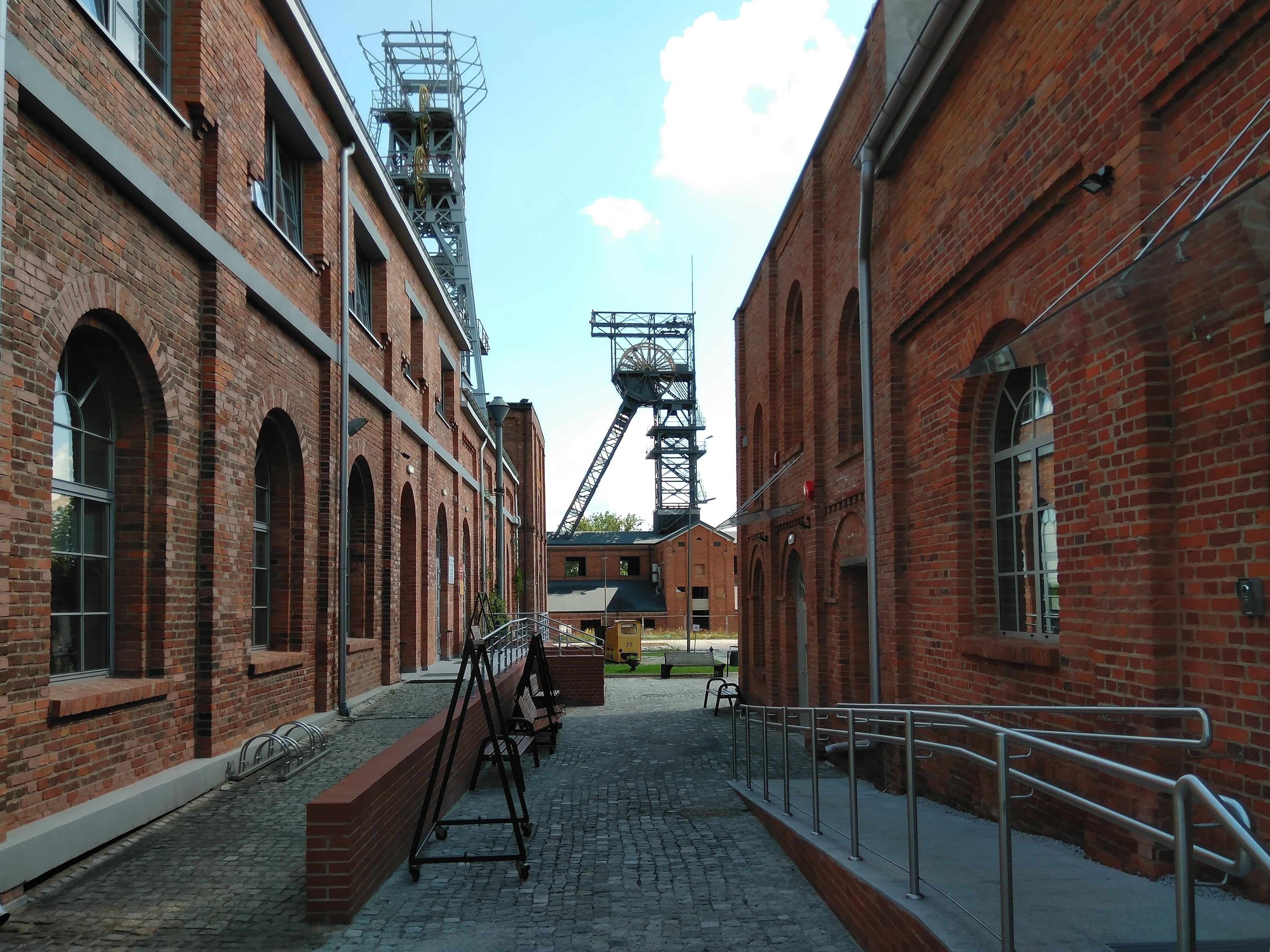
Důl Ignacy

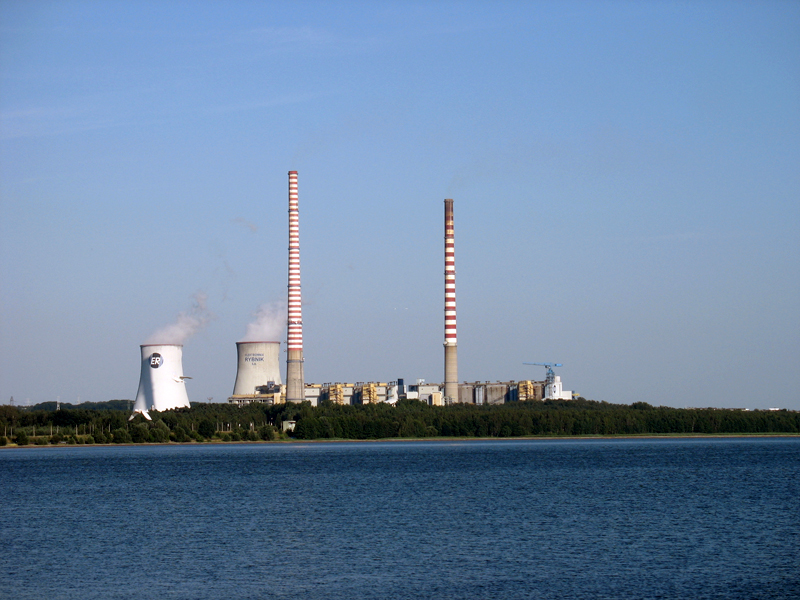
Elektrárna a Rybnická přehrada

Rybnik (česky též Rybníky) je město a městský okres v jižním Polsku ve Slezském vojvodství vzdálené zhruba 20 km od českých hranic. Žije zde 139 tisíc obyvatel (2018) a spolu s městy Żory, Jastrzębie-Zdrój, Wodzisław Śląski a dalšími tvoří půlmilionovou aglomeraci (viz Rybnický uhelný okruh) navazující na jihu na ostravskou a na severu na katovickou aglomeraci. Leží na území historického Horního Slezska na soutoku řek Rudy a Nacyny. Z geomorfologického hlediska se rozkládá na Rybnické plošině, která je součástí Slezské vysočiny. Při sčítání lidu  2011 se 27 % obyvatel Rybniku a 41,5 % obyvatel okresu Rybnik-venkov hlásilo ke slezské národnosti, většina z nich se však také hlásila k polské národnosti jak v Rybniku, tak v okrese (v Polsku lze uvést i dvě národnosti), takže k polské národnosti se přihlásilo 85,2 % obyvatel Rybniku, zatímco v okrese se 79,8 % obyvatel hlásilo k polské národnosti.[zdroj?]

## Dějiny
Název města je odvozen od českého a slezského slova rybník, jeho dávné dějiny jsou totiž spjaty s rybářstvím a v oblasti se vyskytovaly četné rybníky. Tuto skutečnost odráží i podoba městského znaku: modrý štít s vyobrazením ryby. Město bylo založeno na magdeburském právu poblíž starší rybářské osady na přelomu 13. a 14. století, první písemná zmínka o něm pochází z roku 1308.
Rybnik byl od svého vzniku součástí Ratibořského knížectví. Tomu vládli do roku 1336 slezští Piastovci a posléze Přemyslovci, načas bylo i sloučeno s Opavským knížectvím (1336–1377). Od roku 1327, kdy Lešek Ratibořský složil spolu s ostatními slezskými knížaty lenní slib Janu Lucemburskému, patřilo toto území pod Země Koruny české. Roku 1532 bylo zřízeno rybnické stavovské panství, které nejdéle patřilo rodům Lobkoviců (1557–1682) a Uherských (1682-1788). Po Habsburky prohrané první slezské válce v roce 1742 se Rybnik spolu s většinou Slezska stal součástí pruského státu. Roku 1788 bylo rybnické panství odprodáno přímo pruskému císaři Fridrichu Vilémovi II. V 18. století byl Rybnik součástí daňové inspekce v Prudníku.
V roce 1818 se Rybnik stal okresním městem. Podle Topografického popisu Slezska z roku 1865 ve městě žilo tehdy 3 169 obyvatel, z toho mluvilo doma 58 % německy a 42 % polsky, resp. slezským nářečím. Zásadní zlom v dějinách dosud provinčního městečka a zemědělského regionu přinesla výstavba železniční trati (1855) a rozvoj průmyslu v druhé polovině 19. století. V roce 1890 byla Uherskými založená huť v obci Paruszowiec přestavěna na moderní železárny Silesia, které později prosluly hlavně výrobou hrnců, stolního náčiní a dalšího vybavení domácnosti. V roce 1880 Jakob Müller zřídil v centru Rybniku pivovar a roku 1899 byla zprovozněna továrna na těžní stroje známá později pod názvem Ryfama. Uhlí se těžilo ve velkém od roku 1896 v Chwałowicích (Donnersmarck-Grube, později KWK Chwałowice) a Niedobczycích (Römer-Grube, později KWK Rymer), pak také od roku 1916 v Boguszowicích (Blücher-Schächte, později KWK Jankowice). V roce 1886 byl otevřen Ústav pro duševně nemocné, pro nějž vznikl rozlehlý novogotický areál na sever od městského centra.
Během hornoslezského plebiscitu po první světové válce se 71 % obyvatel Rybniku vyslovilo pro setrvání v rámci Německa, přesto ale bylo město připojeno v roce 1922 k Polsku, protože v okrese více než 65 % obyvatel volilo Polsko. Rybnický okres byl v meziválečné době jedním z devíti okresů autonomního slezského vojvodství. Státní hranice probíhala pouhých několik kilometrů na severozápad od města. Po druhé světové válce se Rybnik ocitl opět v polských hranicích, tentokrát v rámci Katovického vojvodství.
Za současnou podobu Rybnik vděčí administrativním reformám v 70. letech 20. století. Mezi lety 1973 až 1977 bylo k němu přičleněno až 13 obcí, včetně Chwałowic, Boguszowic a Niedobczyc, které od 50. let byly samostatnými městy. Připojení těchto měst, sídlišť a vesnic způsobilo rapidní nárůst obyvatelstva: ze 43 tisíc v roce 1970 na 122 tisíc v roce 1980. Také v 70. letech došlo k výstavbě rybnické elektrárny a s tím souvisejícího vzniku Rybnické přehrady na řece Rudě. Ekonomická transformace po roce 1989 vedla k pádu mnoha podniků v výrazně průmyslovém městě v čele s železárenskými závody Silesia uzavřenými v roce 1998. Dosud jsou v provozu doly KWK Jankowice a KWK Chwałowice a také Ryfama prodaná v roce 2010 společnosti Kopex Machinery.

## Památky a turistické zajímavosti
- Zástavba v městském centru:
  - klasicistní Stará radnice na hlavním náměstí z roku 1822, nyní Městské muzeum, a funkcionalistická Nová radnice z roku 1928;
  - veřejné stavby ve stylu novogotiky: nemocniční areál Julius (1869) s kaplí sv. Julia (1894), okresní hejtmanství (1887), pošta (1905), gymnázium (1910);
  - kostely: farní Bolestné Matky Boží (1797–1801), Na horce – první gotický farní kostel přestavěný po roce 1797 na hřbitovní kapli, obklopuje ho park sv. Jana Sarkandra na místě někdejšího hřbitova, evangelický přestavěny v roce 1791 ze zámeckého skladiště rybářských sítí;
  - Okresní soud, klasicistní stavba z roku 1789 postavená na místě někdejšího rybnického zámku;
- Bazilika sv. Antonína Padovského, se dvěma 95 metrovými věžemi nejvyšší kostel Horního Slezska, postavený v novogotickém slohu mezi lety 1903 až 1906;
- Psychiatrická nemocnice, novogotický areál z roku 1886 na sever od městského centra; v lidové řeči obyvatel polského Slezska je slovo „Rybnik“ pro velikost a význam zdejší léčebny užíváno jako symbolické obecné označení blázince nebo psychiatrického ústavu;
- Důl Ignacy v okrajové městské části Niewiadom, zprovozněný v roce 1792, od roku 1999 hornický skanzen;
- Dělnické kolonie z přelomu 19. a 20. století v městských částech Paruszowiec, Chwałowice a Boguszowice;
- Rybnická přehrada, vodní nádrž o rozloze 4,5 km² vzniklá v 70. letech v souvislosti s výstavbou elektrárny (zdroj vody na chlazení turbín), slouží i rekreačním účelům, plachetní sezona zde trvá od dubna do října;
- Chráněná krajinná oblast Cisterciácké krajinné kompozice Velkých Rud, lesní komplex o rozloze 493,87 km² rozkládající se na sever a západ od Rybniku, jehož podoba byla ovlivněna několikasetletou působností cisterciáckého řádu v klášteře Rudy (asi 10 km severozápadně od města);

## Doprava

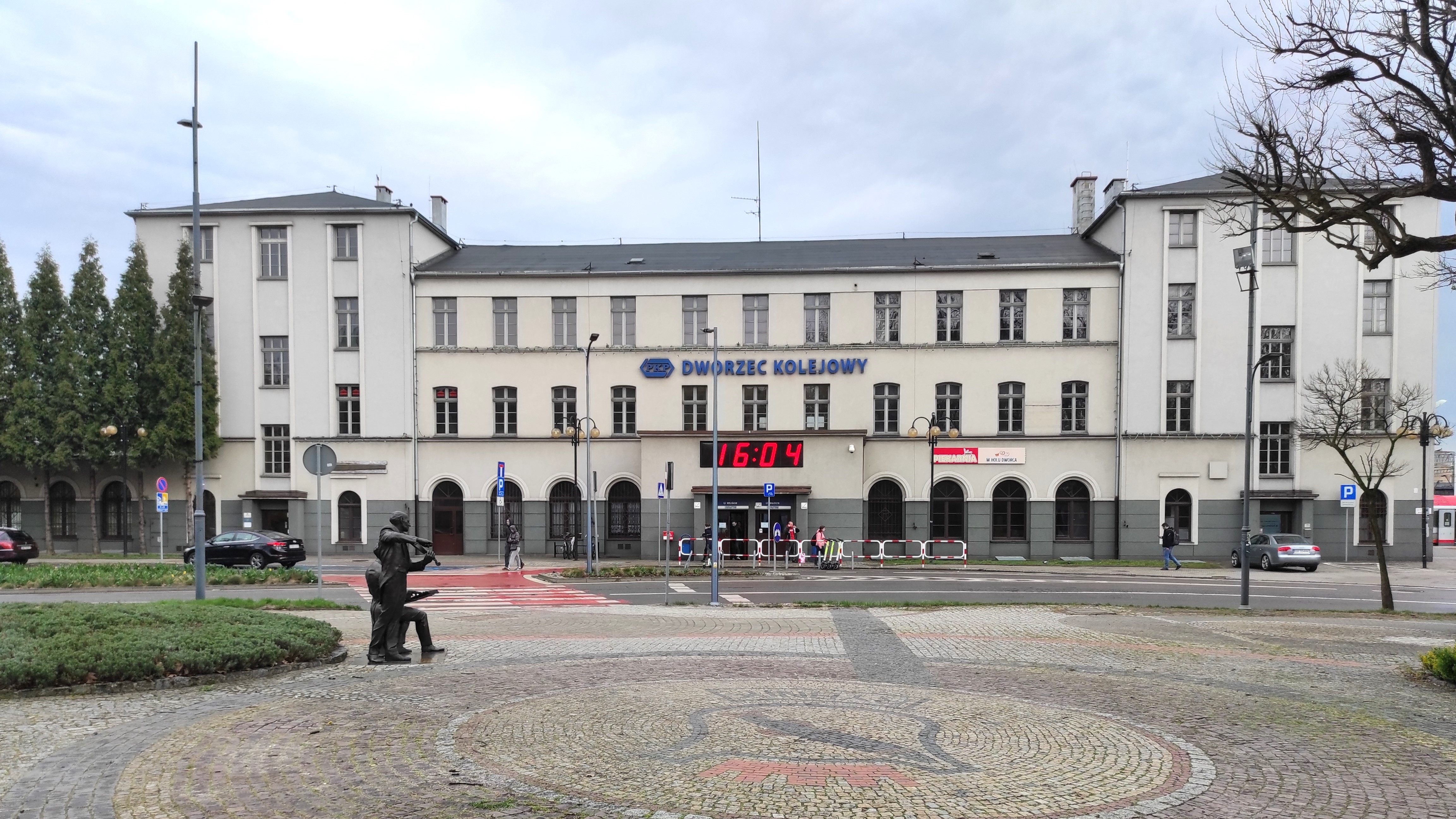
Železniční stanice v Rybniku

Rybnik má v současnosti osobní vlakové spojení ve čtyř směrech: Katovice, Bohumín, Ratiboř a Pština/Bílsko-Bělá. V provozu je na území města osm železničních stanic a zastávek. Na stanici Rybnik (hlavní nádraží) zastavují i mezinárodní rychlíky do Prahy, Vídně, Varšavy a Budapešti. Od roku 2018 je realizován projekt Rychlé příměstské železnice (Szybka Kolej Aglomeracyjna) mezi Rybnikem a městem Wodzisław Śląski.
V Rybniku je největší počet kruhových objezdů v celém Polsku: do roku 2019 jich bylo postaveno 42. Východně od města vede dálnice A1, která od Bohumína navazuje na českou D1.
Městskou autobusovou dopravu zajišťuje 40 linek ZTZ Rybnik. Jezdí sem i vybrané spoje MZK Jastrzębie-Zdrój.

## Osobnosti města
- Hermann Boehm (1884–1972), německý námořní důstojník, generál admirál Kriegsmarine během druhé světové války[4]
- Damian Zimoń (* 1934), polský římskokatolický duchovní, arcibiskup katovický v letech 1992–2011[5]
- Piotr Mowlik (* 1951), bývalý polský fotbalový brankář a reprezentant[6]
- Jerzy Dudek (* 1973), bývalý polský fotbalový brankář a reprezentant[7]

## Partnerská města
- Dorsten (Německo, spolková země Severní Porýní-Vestfálsko)
- Eurasburg (Německo, spolková země Bavorsko)
- Ivano-Frankivsk (Ukrajina, Ivanofrankivská oblast)
- Karviná (Česko, Moravskoslezský kraj)
- Larisa (Řecko, kraj Thesálie)
- Liévin (Francie, region Hauts-de-France)
- Mazamet (Francie, region Okcitánie)
- Newtownabbey (Velká Británie, Severní Irsko)
- Saint-Vallier (Francie, region Burgundsko-Franche-Comté)
- Vilniuský kraj (Litva)
- Bar (Ukrajina, Vinnycká oblast)